# Sindangan
Sindangan è una municipalità di prima classe delle Filippine, situata nella Provincia di Zamboanga del Norte, nella regione della Penisola di Zamboanga.
Sindangan è formata da 52 baranggay:
- Bago
- Balok
- Bantayan
- Bato
- Benigno Aquino Jr.
- Binuangan
- Bitoon
- Bucana
- Caluan
- Calubian
- Calatunan
- Dagohoy
- Dapaon
- Datagan
- Datu Tangkilan
- Dicoyong
- Disud
- Don Ricardo Macias (Dinobot)

- Doña Josefa
- Dumalogdog
- Fatima
- Gampis
- Goleo
- Imelda
- Inuman
- Joaquin Macias
- La Concepcion
- La Roche San Miguel
- Labakid
- Lagag
- Lapero
- Lawis
- Magsaysay
- Mandih
- Maras

- Mawal
- Misok
- Motibot
- Nato
- Nipaan
- Pangalalan
- Piao
- Poblacion
- Santo Niño
- Santo Rosario
- Siare
- Talinga
- Tinaplan
- Tigbao
- Titik
- Upper Inuman
- Upper Nipaan